# Microtragoides
Microtragoides is een kevergeslacht uit de familie van de boktorren (Cerambycidae). De wetenschappelijke naam van het geslacht werd voor het eerst geldig gepubliceerd in 1950 door Breuning.

## Soorten
Microtragoides is monotypisch en omvat slechts de volgende soort:
- Microtragoides echinatus (Carter, 1926)